# Teoria completa
Na lógica matemática, uma teoria  é completa se ela for um conjunto maximal consistente de sentenças, i.e., se ela é consistente e nenhuma de suas extensões próprias é consistente. Para teorias da lógica que contêm lógica clássica, isto é o equivalente a perguntar por todas sentenças φ na linguagem da teoria que contém φ ou sua negação ¬φ.
Teorias de primeira ordem recursivamente axiomatizáveis que são axiomaticamente ricas o suficiente para permitir que o raciocínio matemático geral seja formulado não pode ser completa, assim como demonstrado pelo Teorema da incompletude de Gödel.
Este sentido de completude é distinto da noção de lógica completa, que diz que toda teoria pode ser formulada na lógica, todas sentenças semanticamente válidas são teoremas demonstráveis. O Teorema da completude de Gödel é relacionado a esse tipo de completude.
Teorias completas são fechadas sob um número de condições internamente modelando um T-schema:
- Para um conjunto {\displaystyle S\!}: {\displaystyle A\land B\in S} se e somente se {\displaystyle A\in S} e {\displaystyle B\in S},
- Para um conjunto {\displaystyle S\!}: {\displaystyle A\lor B\in S} se e somente se {\displaystyle A\in S} ou {\displaystyle B\in S}.

Conjuntos maximais consistentes são uma ferramenta fundamental na teorema dos modelos da lógica clássica e da lógica modal. Sua existência em um dado caso é geralmente um consequência direta do lema de Zorn, baseado na ideia de que uma contradição envolve o uso único de um número finito de muitas premissas. No caso da lógica modal, a coleção de conjuntos maximais estendem a teoria T, (fechada sob a regra de necessitarão) dada uma estrutura do modelo de T, chamada de modelo canônico.

## Exemplos
Alguns exemplos de teoria completa são:
- Aritmética de Presburger
- Axiomas de Tarski para a geometria euclideana
- A teoria das ordens lineares densas
- A teoria de um corpo algebricamente fechado numa dada característica.
- A teoria de um corpo real fechado.
- Toda teoria contável incontavelmente categórica
- Toda teoria contável contavelmente categórica